# Фантастична четворка
Фантастична четворка (енгл. Fantastic Four) је измишљена група суперхероја коју је објавила издавачка кућа Marvel Comics. Први пут су се појавили у стрипу 1961. године. Њихови тровци су Стен Ли и Џек Кирби.

## Карактери
Фантастичну четворку чине четворо људи који су своје супермоћи добили услед космичког зрачења у свемиру и то су:
- Господин Фантастични (енгл. Mister Fantastic) — Рид Ричардс
- Невидљива Жена (енгл. Invisible Woman) — Сузан (Сју) Сторм Ричардс
- Људска бакља (енгл. Human Torch) — Џони Сторм
- Створ (енгл. Thing) — Бен Грим

## Опис карактера и порекло њихових снага
Према оригиналној каракеризацији, група суперхероја настаје након удеса астронаута који бивају озрачени космичким зрацима. То се дешава током неовлашћеног тест лета са екперименталном ракетом коју дизајнира др. Ричардс. Пилот Бен Грим и чланови посаде Сју Сторм са братом Џонијем преживљују принудно слетање на пољани. Након напуштања олупине, четворо јунака открива да су развили специјалне невероватне способности, уз помоћ којих су у стању да помажу другима – те оснивају групу Фантастична четворка.
Према оригиналном сценарију Стена Лија из прве епизоде, план групе је било слетање на Марс, али је аутор касније у шали напоменуо да – парафразирано – "нема смисла летети тамо, већ само даље у звезде, јер ће нас ускоро Руси предухитрити у летовима свемиром још пре изласка овог стрипа из штампе."

### Господин Фантастични
Рид Ричардс научни геније, поседује моћи истезања и преобликовања свога тела до надљудских размера. Његов карактер је очинска фигура групе, тако што је "прикладно прагматичан, ауторитативан и досадан". Стен Ли каже да су супер-моћи Рида Ричардса инспирисане онима које поседује Пластични човек (Plastic Man) ДиСи-ја, моћи које још нису имале одговарајући еквивалент код Марвелових ликова.

### Невидљива Девојка/Жена
Сузан Сторм је Ричардсова девојка а касније жена. Поседује моћи манипулисања светлости, тако да буде у стању нестати и учинити друге невидљивим. Стен Ли није желео још једну жену мајстора борилачких вештина ("која попут Чудесне Жене млати људе"), стога дарива Сју 'нежније' моћи, инспирисане "Невидљивим човеком". Усавршавајући своје моћи, Сју временом развија способност генерисања невидљивих сила енергије које може да користи у дефензивне и офензивне сврхе.

### Џонатан Сторм
Људска Бакља, алијас Џони Сторм (енгл. Johnny Storm) је Сузин млађи брат, који је у стању да генерише ватру, опколи себе пламеном и да лети.

### Створ
Створ (или "Ствар" у буквалном преводу са енглеског), алијас Бен Грим (енгл. Ben Grimm) је "најтежи" али и уједно по карактеру најсимпатичнији члан групе. Он је цимер са факултета и најбољи пријатељ Рида Ричардса, који је током трансформације у мутанта добио наранџасту боју и кожу налик на камен. Често пун беса, као и самопрезира због свог изгледа, са "грубим Бруклинским маниром и заједљивим смислом за хумор"  ипак временом постаје 'вољив' због своје искрености и непретенциозности.

## У медијима ван стрипа
По овој групи је снимљено неколико (анимираних) ТВ серијала и суперхеројских филмова (1994, 2005, 2007, 2015. и 2025).